# Scismi ebraici
Gli scismi ebraici, o scismi nell'ebraismo, sono sia di tipo culturale sia religioso. Sono avvenuti come risultato di avvenimenti storici, geografici e teologici.

## Era del Primo Tempio
Sulla base del racconto storico della Bibbia, la civiltà levantina al momento del Tempio di Salomone era incline all'idolatria, all'astrologia, al culto dei re regnanti, e al paganesimo. Le divinità o idoli adorati includevano Baal e forse Asherah. Questo era in diretto contrasto con gli insegnamenti della Torah ed era condannato dagli antichi profeti biblici che attaccavano quegli Israeliti e Giudei che diventavano adoratori di idoli.
Il racconto biblico descrive la scissione del Regno di Israele dal Regno di Giuda. Indica l'infedeltà di Salomone all'Alleanza divina come il motivo dello scisma. Quando Roboamo, figlio di Salomone, divenne re, il popolo chiese una riforma fiscale. Roboamo rifiutò e ciò causò la rottura. In un primo momento, Roboamo considerò una soluzione militare, ma il profeta Semeia gli disse di non combattere, perché Dio aveva causato lo scisma. Geroboamo, il capo della rivolta fiscale, divenne il leader del Regno del Nord. Costruì un tempio settentrionale con immagini di idoli simili a vitelli che furono condannati dai Giudei del Regno di Giuda.
Dopo la distruzione e l'esilio del regno settentrionale di Israele da parte dell'Assiria, le pratiche non yahwistiche continuarono. I racconti di Geremia e di altri interpretarono questo come la causa del fallimento, della distruzione e dell'esilio del Regno di Giuda in Babilonia. Nabucodonosor aveva ulteriori motivi per la conquista di Giuda e la costrizione dei suoi abitanti all'esilio - uno dei quali era sfidare il suo grande rivale, l'Egitto.

## Samaritani

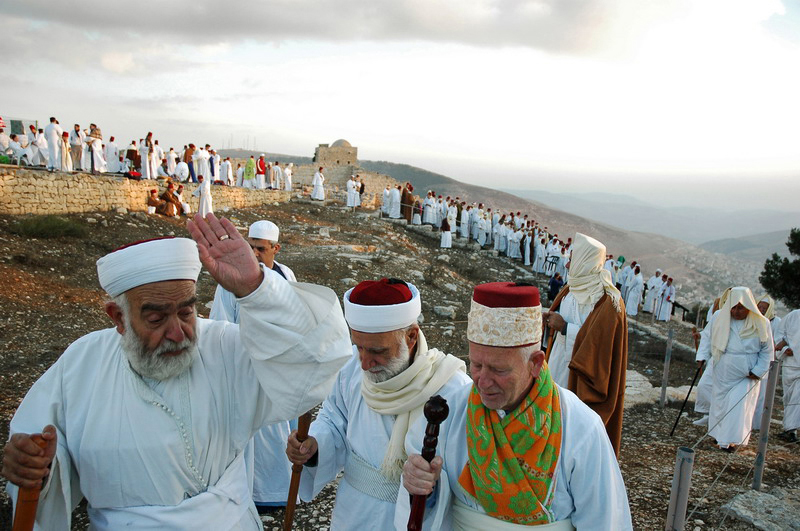
Samaritani a Sukkot sul Monte Garizim (2005)

Una piccola setta di Samaritani è ancora esistente. La fede samaritana e quella degli altri ebrei si separò più di due millenni fa. I samaritani ritengono di essere B'nei Yisrael ("Figli di Israele"), un termine usato universalmente nelle denominazioni ebraiche per indicare il popolo ebraico nel suo complesso, ma non si definiscono Yehudim, l'usuale parola ebraica per significare gli ebrei, considerandola come sola indicazione degli "ebrei tradizionali".

## Era del Secondo Tempio
Questo era il periodo in cui gli ebrei vivevano sotto il potere e l'influenza dei persiani, greci e romani. Le principali discordanze interne durante questo periodo erano tra il farisei e i sadducei, come anche tra Esseni e Zeloti. I farisei volevano mantenere l'autorità e le tradizioni degli insegnamenti classici della Torah e cominciarono i primi insegnamenti della Mishnah, mantenendo l'autorità del Sinedrio, la corte suprema ebraica. Secondo Flavio Giuseppe, i sadducei differivano dai farisei in una serie di concetti dottrinali, respingendo in particolare le idee di vita dopo la morte. Questi sembravano dominare l'aristocrazia e il Tempio, ma la loro influenza sulla popolazione ebraica più ampio era limitata. Gli esseni predicavano un modo ascetico e solitario di vivere. Gli Zeloti sostenevano la ribellione armata contro qualsiasi potenza straniera, come Roma. Erano tutti in conflitto tra di loro, con risultati confusi e mancanza di unità: il tutto si concluse con la distruzione del Secondo Tempio e il saccheggio di Gerusalemme da parte di Roma.

## Cristianesimo

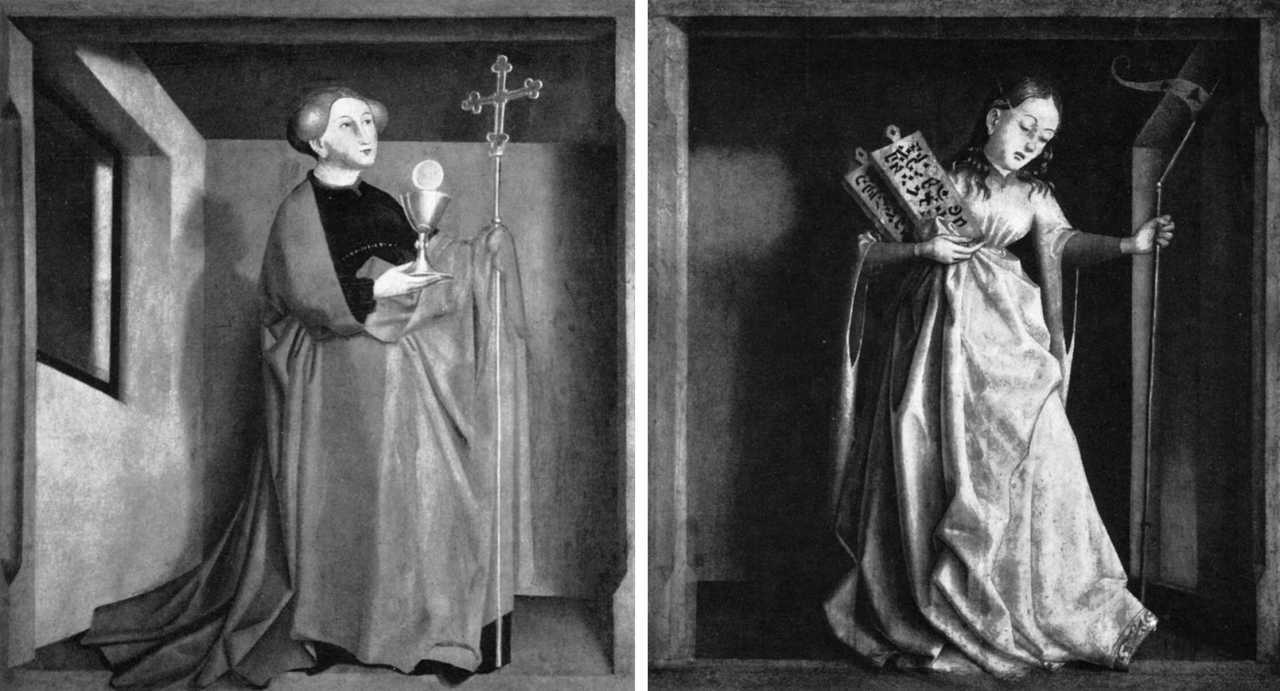
L'allegoria Ecclesia e Sinagoga, di Konrad Witz

I primi cristiani (dagli storici chiamati ebrei cristiani, mentre dagli israeliti contemporanei venivano detti nazareni) furono i seguaci ebrei originali di Gesù, un guaritore di Nazaret, predicatore e, in base alla prima fede cristiana, il messia risorto. Dopo la sua crocifissione da parte dei romani, i suoi seguaci si divisero sulla questione se dovessero continuare ad osservare la Legge ebraica, come ad esempio fu discusso al Concilio di Gerusalemme. Coloro che sostenevano che la legge era stata abrogata (parzialmente o totalmente, sia da Gesù che da Paolo o dalla distruzione del Tempio) si staccarono e formarono il cristianesimo primitivo.
L'eventuale ridefinizione della Legge di Mosè da parte dei discepoli di Gesù e la loro fede nella sua divinità, insieme con lo sviluppo del Nuovo Testamento, assicurò che Cristianesimo ed Ebraismo diventassero religioni differenti e spesso contrastanti. Il Nuovo Testamento raffigura i sadducei e i farisei come avversari di Gesù, mentre il punto di vista ebraico considera i farisei come giusti predecessori dei rabbini, che confermano la Torah, inclusa la Legge orale, che i cristiani indicano come "legge mosaica" o Pentateuco o "Antica Alleanza", compiuta con la "Nuova Alleanza".

## Ebraismo caraita

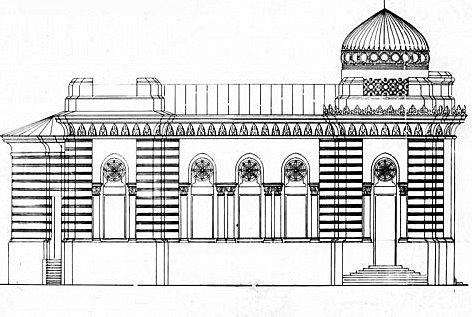
Kenesa (sinagoga) caraita a Kiev (Ucraina)

L'ebraismo caraita è una denominazione ebraica caratterizzata dalla sua fede esclusiva nel Tanakh quale unica fonte della Legge ebraica. I caraiti rifiutano il principio rabbinico che una Torah Orale (legge orale) sia stata trasmessa a Mosè sul Monte Sinai con le Scritture. Di conseguenza, hanno respinto le opere centrali dell'ebraismo rabbinico, che asserivano di spiegare e interpretare tale Legge scritta - rifiutano quindi la Mishnah e il Talmud come autorevoli su questioni di Halakhah (legge ebraica). I caraiti ebbero un ampio seguito tra il IX e il XII secolo (sostengono che un tempo il loro numero fosse il 10 per cento degli ebrei), ma nel corso dei secoli il loro numero è diminuito drasticamente. Oggi sono un gruppo esiguo, che vive per lo più in Israele: le stime del totale dei caraiti israeliani varia da un minimo di 10.000 ad un massimo di 40.000 persone.
Vi è una divergenza di vedute circa le origini storiche del caraismo. La maggior parte degli studiosi e di alcuni caraiti sostengono che fu fondato almeno in parte da Anan ben David (715 – 811), mentre altri caraiti non credono affatto di essere i discepoli storici di Anan ben David, ma sottolineano che molti dei loro saggi successivi (come Ya'acov al-Kirkisani) sostennero che la maggior parte degli insegnamenti di Anan furono "derivati dalla Tradizione Rabbanita".
Lo Stato d'Israele, insieme al Rabbinato Centrale, ha sentenziato che i caraiti sono ebrei, e sebbene esistano differenze critiche tra l'Ebraismo ortodosso e quello caraita, i rabbini ortodossi americani hanno dichiarato che il Caraismo è molto più vicino all'Ortodossia di quanto non lo siano i movimenti dell'Ebraismo conservatore e dell'riformato, il che potrebbe risolvere problematiche di conversione formale.

## Sabbatiani e frankisti

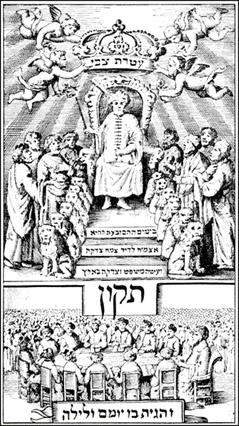
Sabbatai Zevi incoronato come messia, Amsterdam 1666

Nel 1648 Shabtai Tzvi dichiarò di essere il tanto atteso Messia ebraico mentre viveva nell'Impero ottomano. Un gran numero di ebrei, noti come "sabbatiani" (o "sabbatisti") gli credettero ma quando, sotto pena di una condanna a morte, davanti al sultano turco Mehmed IV divenne musulmano e quindi un apostata dell'Ebraismo, il suo movimento si sgretolò. Tuttavia, per secoli piccoli gruppi di ebrei credettero in lui e i rabbini erano sempre in guardia contro qualsiasi manifestazione di questo scisma, sempre sospettosi di "Shebselach" nascosti (gioco di parole yiddish per "piccoli sabbatiani" che significa anche "giovane pecora stupida"). In effetti, quando il movimento del chassidismo cominciò ad attirare molti seguaci, i rabbini ebbero di nuovo il sospetto che questo movimento fosse sabbatianesimo sotto mutate spoglie. Ci sarebbero voluti molti secoli per risolvere queste complesse divisioni e presupposti scismi, e vedere dove erano diretti concettualmente e teologicamente.
Dopo la sua morte misteriosa in qualche parte della zona turca dell'Albania, gruppi di ebrei continuarono ad essere seguaci clandestini di Shabtai Tzvi anche se si erano esteriormente convertiti all'Islam - questi ebrei furono conosciuti come Dunmeh. Ebrei convertiti all'Islam sono stati quindi a volte guardati con grande sospetto dai loro nuovi confratelli musulmani.
Pochi decenni dopo la morte di Shabtai, un uomo di nome Jacob Frank, affermando di avere poteri mistici, predicava in Polonia di essere il successore di Shabtai Tzvi. Attirò un certo seguito, predicò contro il Talmud a favore di una forma di culto licenzioso, e fu condannato dai rabbini del tempo. Quando fu deferito alle autorità polacche, si convertì al Cattolicesimo nel 1759, in presenza di Re Augusto III di Polonia, insieme ai gruppi dei suoi seguaci ebrei, noti come "frankisti". Con grande allarme dei suoi avversari, fu ricevuto dai sovrani europei regnanti, che erano contenti di vedere i loro sudditi ebrei abbandonare l'Ebraismo e apostatare. I frankisti infine si unirono alla nobiltà e borghesia polacche.

## Chassidim e Mitnagdim

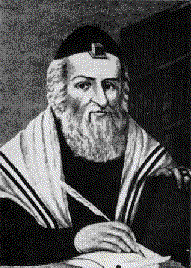
Rabbi Elijah ben Shlomo Zalman, il Gaon di Vilna, leader dei Mitnagdim

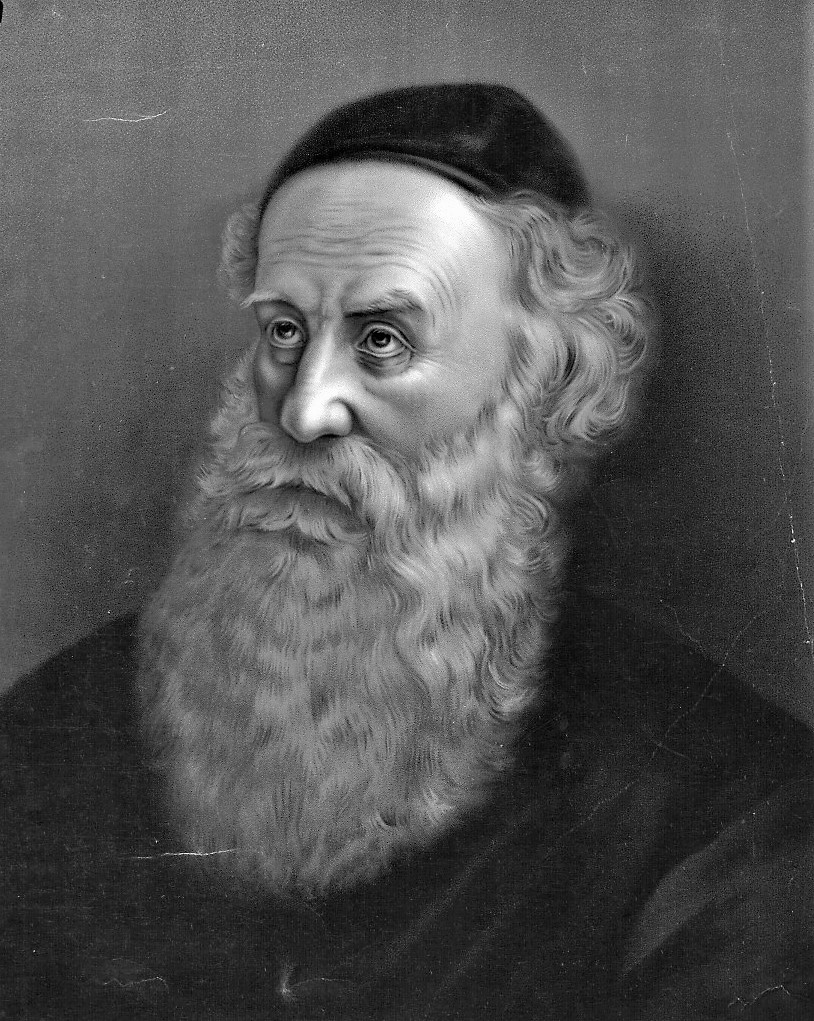
Rabbi Shneur Zalman di Liadi fondatore di Chabad-Lubavitch

L'arrivo di Rabbi Israel ben Eliezer (1698–1760), noto come il Baal Shem Tov ("Maestro [del] Buon Nome"), sulla scena della storia ebraica nell'Europa orientale diede inizio a straordinari cambiamenti in quello che oggi si chiama Ebraismo Haredi. Sebbene non avesse scritto libri, riuscì a produrre influenti discepoli dei suoi insegnamenti, che si basavano sulle precedenti esposizioni di Rabbi Isaac Luria (1534–1572), noto come l'Ari, e che basava molta della sua teoria Cabalistica sullo Zohar. Il Baal Shem Tov giunse in un periodo in cui le masse ebraiche dell'Europa orientale erano state stravolte e deluse dai due eretici ebrei e falsi messia, Sabbatai Zevi (1626-1676) e Jacob Frank (1726-1791).
Il Baal Shem Tov fu testimone dell'apostasia pubblica (shmad in ebraico) di Frank a favore del Cristianesimo, che si aggiungeva alla precedente apostasia di Zevi verso l'Islam. Il Baal Shem Tov era quindi determinato a incoraggiare i suoi influenti discepoli (talmidim) a lanciare una rivoluzione spirituale nella vita ebraica per poter rinvigorire le connessione del popolo ebraico con l'Ebraismo della Torah e motivarli affinché si vincolassero alla gioiosa osservanza dei comandamenti, del culto, dello studio della Torah e della fede sincera in Dio, in modo che le lusinghe del Cristianesimo e dell'Islam, e l'attrattiva del crescente secolarismo dell'Illuminismo verso le masse ebraiche si sarebbero indebolite e arrestate. In larga misura il Baal ci riuscì nell'Europa orientale.
Già durante la sua vita, e aumentando sempre di più dopo la sua morte, i discepoli del Baal Shem Tov si diffusero per tutta l'Europa orientale a insegnare i suoi credo mistici. Così nacque l'Ebraismo chassidico. Alcuni dei movimenti principali si svilupparono in Russia, che vide la nascita del movimento Chabad-Lubavitch; in Polonia, che ebbe lo Chassidismo della dinastia Ger; in Galizia si stabilì la dinastia Bobov; in Ungheria i Satmar; in Ucraina ci furono i Breslov e molti altri che crebbero velocemente, ottenendo folte schiere di aderenti, fintanto che il Chassidismo divenne il tipo di Ebraismo dominante in Europa orientale nel secolo successivo alla morte del Baal Shem Tov. Le masse ebraiche accorrevano a questa nuova corrente ispirata al misticismo ebraico, mantenendo le loro connessioni alle tradizioni e stile di vita ebraici.
Solo quando questo nuovo movimento religioso raggiunse la Lituania incontrò una forte opposizione da parte degli ebrei lituani (noti anche come i Litvak). Fu Rabbi Elijah ben Shlomo Zalman (1720-1797), conosciuto come il Gaon di Vilna ("Genio [di] Vilna"), e coloro che seguivano il suo severo scolasticismo talmudico classico, che resistettero attivamente contro i chassidim (i "giusti"). Questi oppositori vennero chiamati Mitnagdim, che significa "[coloro che sono] opposti [ai Chassidim]".
Il Gaon di Vilna, che era profondamente esperto sia di Talmud sia di Cabala, analizzò i concetti teologici di questo nuovo "Chassidismo" e concluse che esso era alquanto imperfetto poiché aveva elementi che potevano essere definiti simili al panenteismo e forse anche vero e proprio panteismo, con pericolose aspirazioni a far arrivare il Messia, che potevano facilmente essere distorte verso direzioni impreviste, dato che gli ebrei avevano già sperimentato disastri messianici con i "revival" religiosi degli eretici (e apostati) Zevi e Frank, nonché una serie di complessi rigetti della loro ideologia religiosa. Le opinioni del Gaon di Vilna vennero in seguito formulate dal suo principale discepolo, Rabbi Chaim Volozhin (1741–1821) nella sua opera Nefesh HaChaim. I nuovi leader chassidici controbatterono con i propri argomenti religiosi, alcuni dei quali si trovano nel Tanya di Chabad-Lubavitch. Gran parte del dibattito rimane comunque oscuro.
Tuttavia, a prescindere dalla impopolarità dell'azione, il Gaon di Vilna e gli studiosi del Beth Din ("tribunale religioso ebraico") di Vilna arrivarono al punto di emettere almeno un severo Cherem sugli chassidim, ufficialmente "scomunicati" dall'Ebraismo, che a loro volta reagirono emettendone uno consimile contro i mitnagdim. La più forte opposizione del Gaon di Vilna fu contro il fondatore di Chabad-Lubavitch, Rabbi Shneur Zalman di Liadi (1745-1812). Scontri fisici scoppiarono a Vilna con ognuna della parti che cercava di guadagnare il favore delle autorità russe, dichiarando che l'altra parte era fuori dell'ortodossia ebraica. L'amarezza e animosità tra i due campi furono profonde e infine coloro che si univano ad una fazione, non partecipavano o pregavano nella stessa sinagoga dell'altra, né avevano gli stessi insegnanti della Torah, né generalmente si sposavano nelle famiglie della fazione opposta, che è ancora più o meno la regola oggi dove ci sia un alto grado di struttura comune interna.
Ben poco della scissione tra chassidim e mitnagdim rimane attualmente all'interno del moderno mondo haredi. Quando si trovano di fronte a minacce comuni, come ad esempio da parte degli ebrei secolari della Haskalah, o all'assalto del comunismo e durante l'Olocausto, o affrontando i sionisti laici, chassidim e mitnagdim collaborano tra loro. Ma quando il mondo esterno non li minaccia, la loro battaglia di idee riprende come vivace dibattito intellettuale. Ogni gruppo ha il suo metodo unico di studio in yeshivah e di vita in comune, non importa dove si stabiliscano. Tendono a vivere in quartieri diversi che sono ancora all'interno di un pendolarismo ravvicinato, sebbene anche queste differenze stiano rapidamente scomparendo.
Nel moderno Israele, i chassidim sostengono il partito "Agudat Israel" nella Knesset (parlamento israeliano) e i mitnagdim appoggiano il partito "Degel HaTorah". Il Degel HaTorah è guidato dal rabbino Aharon Leib Shteinman a Bnei Brak, nell'area metropolitana di Gush Dan. Agudat Israel e Degel HaTorah hanno formato una alleanza politica. Vi è anche un'altra grande comunità che segue gli insegnamenti rabbinici degli Edah Charedis (lett. "Comunità Haredi"). Questi includono la dinastia chassidica Satmar e le comunità perushim che non appoggiano i gruppi che partecipano al governo israeliano o le elezioni.

## Dissenso tra ortodossi, riformati (e conservatori) - Est contro Ovest
Dal tempo della Rivoluzione francese del 1789 e la crescita del Liberalismo, con l'aggiunta delle libertà politiche e personali garantite da Napoleone Bonaparte agli ebrei d'Europa, molti ebrei scelsero di abbandonare i tristi e restrittivi ghetti e di inserirsi nella società generale. Ciò influenzò i conflitti interni tra ebrei su religione, cultura e politica - fatto che continua tutt'oggi.
Alcuni ebrei in Europa occidentale e molti ebrei in America, si unirono al nuovo movimento religioso liberale dell'"Ebraismo riformato", che trasse ispirazione dagli scritti di pensatori modernisti come Moses Mendelssohn. Venne coniato il nome di "ortodosso" per descrivere coloro che si opponevano alla "Riforma". Vennero criticati dai rabbini dell'Ebraismo ortodosso come Samson Raphael Hirsch in Germania e condannati, soprattutto da parte di coloro conosciuti oggi come seguaci dell'Ebraismo Haredi, basati principalmente nell'Europa orientale. (Più tardi, nell'America degli anni 1880, l'Ebraismo conservatore si divise dal movimento di Riforma.)
Così anche uno scisma culturale venne a crearsi tra gli ebrei più occidentalizzati di lingua inglese, tedesca e francese in Europa occidentale  e i loro fratelli più osservanti di lingua yiddish dell'Europa orientale, etichettati provocatoriamente Ost Yidden ("Ebrei dell'Est"). Questi scismi e i relativi dibattiti continuano tuttora con grande determinazione in tutte le comunità ebraiche, con i Riformati che si scontrano con gli ortodossi, confrontandosi su un'ampia gamma di questioni religiose, sociali, politiche ed etniche.

Oggi, le più grandi comunità ebraiche sono in Israele e negli Stati Uniti e la separazione geografica ha creato differenze culturali, come ad esempio la tendenza a identificarsi come hiloni e haredi in Israele, mentre negli USA si differenziano tra ortodossi e riformati, e via dicendo.)